# 米沢市立第六中学校
米沢市立第六中学校（よねざわしりつ だい6ちゅうがっこう）は、山形県米沢市にある公立中学校である。

## 概要
- 主に米沢市北西部に位置する[2]。

## 沿革
- 1951年（昭和26年）
  - 4月1日 - 組合立広井郷中学校として開校
  - 7月1日 - 体育館落成
- 1954年（昭和29年）10月1日 - 市村合併により米沢市立広井郷中学校に改称
- 1956年（昭和31年）7月1日 - プール完成
- 1965年（昭和40年）4月1日 - 広井郷中学校と窪田中学校を部分統合し、校名も米沢市立第六中学校に改称
- 2005年（平成17年）3月 - 新校舎完成

2026年（令和8年度）閉校　米沢市立第四中学校と合併　北成中学校　開校

## 学区
- 広幡小学校、六郷小学校、塩井小学校の全域と窪田小学校の一部の学区からなる[5]。

## 生徒数
| 年度 | 男子 | 女子 | 計  |
| ---- | ---- | ---- | --- |
| 2016 | 66   | 65   | 131 |